# Selección de fútbol sub-17 de Ucrania
La selección de fútbol Sub-17 de Ucrania representa a ese país. Está sujeto a la Federación de Fútbol de Ucrania y lo representa internacionalmente en las diferentes Copas, como en partidos Amistosos contra las Selecciones de otras Asociaciones nacionales, Campeonato de Europa Sub-17 de la UEFA y la Copa Mundial de Fútbol Sub-17.
El mejor Resultado del Equipo en la UEFA fue el tercer lugar en 1994. Última clasificación fue en 2013 para un Campeonato del mundo.

## Participación en los Campeonatos sub-17
| Año   | Fase                                  | Posición                              | PJ                                    | PG                                    | PE                                    | PP                                    | GF                                    | GC                                    |
| ----- | ------------------------------------- | ------------------------------------- | ------------------------------------- | ------------------------------------- | ------------------------------------- | ------------------------------------- | ------------------------------------- | ------------------------------------- |
| 1985  | (ver Unión Soviética)                 | (ver Unión Soviética)                 | (ver Unión Soviética)                 | (ver Unión Soviética)                 | (ver Unión Soviética)                 | (ver Unión Soviética)                 | (ver Unión Soviética)                 | (ver Unión Soviética)                 |
| 1987  | (ver Unión Soviética)                 | (ver Unión Soviética)                 | (ver Unión Soviética)                 | (ver Unión Soviética)                 | (ver Unión Soviética)                 | (ver Unión Soviética)                 | (ver Unión Soviética)                 | (ver Unión Soviética)                 |
| 1989  | (ver Unión Soviética)                 | (ver Unión Soviética)                 | (ver Unión Soviética)                 | (ver Unión Soviética)                 | (ver Unión Soviética)                 | (ver Unión Soviética)                 | (ver Unión Soviética)                 | (ver Unión Soviética)                 |
| 1991  | (ver Unión Soviética)                 | (ver Unión Soviética)                 | (ver Unión Soviética)                 | (ver Unión Soviética)                 | (ver Unión Soviética)                 | (ver Unión Soviética)                 | (ver Unión Soviética)                 | (ver Unión Soviética)                 |
| 1993  | No se clasificó                       | No se clasificó                       | No se clasificó                       | No se clasificó                       | No se clasificó                       | No se clasificó                       | No se clasificó                       | No se clasificó                       |
| 1995  | No se clasificó                       | No se clasificó                       | No se clasificó                       | No se clasificó                       | No se clasificó                       | No se clasificó                       | No se clasificó                       | No se clasificó                       |
| 1997  | No se clasificó                       | No se clasificó                       | No se clasificó                       | No se clasificó                       | No se clasificó                       | No se clasificó                       | No se clasificó                       | No se clasificó                       |
| 1999  | No se clasificó                       | No se clasificó                       | No se clasificó                       | No se clasificó                       | No se clasificó                       | No se clasificó                       | No se clasificó                       | No se clasificó                       |
| 2001  | No se clasificó                       | No se clasificó                       | No se clasificó                       | No se clasificó                       | No se clasificó                       | No se clasificó                       | No se clasificó                       | No se clasificó                       |
| 2003  | No se clasificó                       | No se clasificó                       | No se clasificó                       | No se clasificó                       | No se clasificó                       | No se clasificó                       | No se clasificó                       | No se clasificó                       |
| 2005  | No se clasificó                       | No se clasificó                       | No se clasificó                       | No se clasificó                       | No se clasificó                       | No se clasificó                       | No se clasificó                       | No se clasificó                       |
| 2007  | No se clasificó                       | No se clasificó                       | No se clasificó                       | No se clasificó                       | No se clasificó                       | No se clasificó                       | No se clasificó                       | No se clasificó                       |
| 2009  | No se clasificó                       | No se clasificó                       | No se clasificó                       | No se clasificó                       | No se clasificó                       | No se clasificó                       | No se clasificó                       | No se clasificó                       |
| 2011  | No se clasificó                       | No se clasificó                       | No se clasificó                       | No se clasificó                       | No se clasificó                       | No se clasificó                       | No se clasificó                       | No se clasificó                       |
| 2013  | No se clasificó                       | No se clasificó                       | No se clasificó                       | No se clasificó                       | No se clasificó                       | No se clasificó                       | No se clasificó                       | No se clasificó                       |
| 2015  | No se clasificó                       | No se clasificó                       | No se clasificó                       | No se clasificó                       | No se clasificó                       | No se clasificó                       | No se clasificó                       | No se clasificó                       |
| 2017  | No se clasificó                       | No se clasificó                       | No se clasificó                       | No se clasificó                       | No se clasificó                       | No se clasificó                       | No se clasificó                       | No se clasificó                       |
| 2019  | No se clasificó                       | No se clasificó                       | No se clasificó                       | No se clasificó                       | No se clasificó                       | No se clasificó                       | No se clasificó                       | No se clasificó                       |
| 2021  | Cancelado por la Pandemia de COVID-19 | Cancelado por la Pandemia de COVID-19 | Cancelado por la Pandemia de COVID-19 | Cancelado por la Pandemia de COVID-19 | Cancelado por la Pandemia de COVID-19 | Cancelado por la Pandemia de COVID-19 | Cancelado por la Pandemia de COVID-19 | Cancelado por la Pandemia de COVID-19 |
| 2023  | No se clasificó                       | No se clasificó                       | No se clasificó                       | No se clasificó                       | No se clasificó                       | No se clasificó                       | No se clasificó                       | No se clasificó                       |
| 2025  | Por definirse                         | Por definirse                         | Por definirse                         | Por definirse                         | Por definirse                         | Por definirse                         | Por definirse                         | Por definirse                         |
| Total | 0/19                                  | 0.º                                   | 0                                     | 0                                     | 0                                     | 0                                     | 0                                     | 0                                     |

## Participación en sub-17 Campeonato de Europa
| Año           | Ronda                                      | J                                          | G                                          | E                                          | P                                          | GF                                         | GC                                         |
| ------------- | ------------------------------------------ | ------------------------------------------ | ------------------------------------------ | ------------------------------------------ | ------------------------------------------ | ------------------------------------------ | ------------------------------------------ |
| antes de 1993 | Véase Unión Soviética                      | Véase Unión Soviética                      | Véase Unión Soviética                      | Véase Unión Soviética                      | Véase Unión Soviética                      | Véase Unión Soviética                      | Véase Unión Soviética                      |
| 1994          | Tercer lugar                               | 6                                          | 3                                          | 3                                          | 0                                          | 11                                         | 7                                          |
| 1995          | No clasificó                               | No clasificó                               | No clasificó                               | No clasificó                               | No clasificó                               | No clasificó                               | No clasificó                               |
| 1996          | Fase de grupos                             | 3                                          | 1                                          | 1                                          | 1                                          | 3                                          | 7                                          |
| 1997          | Fase de grupos                             | 3                                          | 1                                          | 0                                          | 2                                          | 5                                          | 9                                          |
| 1998          | Fase de grupos                             | 3                                          | 1                                          | 1                                          | 1                                          | 3                                          | 4                                          |
| 1999          | No clasificó                               | No clasificó                               | No clasificó                               | No clasificó                               | No clasificó                               | No clasificó                               | No clasificó                               |
| 2000          | No clasificó                               | No clasificó                               | No clasificó                               | No clasificó                               | No clasificó                               | No clasificó                               | No clasificó                               |
| 2001          | No clasificó                               | No clasificó                               | No clasificó                               | No clasificó                               | No clasificó                               | No clasificó                               | No clasificó                               |
| 2002          | Fase de grupos                             | 3                                          | 0                                          | 1                                          | 2                                          | 2                                          | 5                                          |
| 2003          | No clasificó                               | No clasificó                               | No clasificó                               | No clasificó                               | No clasificó                               | No clasificó                               | No clasificó                               |
| 2004          | Fase de grupos                             | 3                                          | 0                                          | 0                                          | 3                                          | 1                                          | 8                                          |
| 2005          | No clasificó                               | No clasificó                               | No clasificó                               | No clasificó                               | No clasificó                               | No clasificó                               | No clasificó                               |
| 2006          | No clasificó                               | No clasificó                               | No clasificó                               | No clasificó                               | No clasificó                               | No clasificó                               | No clasificó                               |
| 2007          | Fase de grupos                             | 3                                          | 0                                          | 1                                          | 2                                          | 3                                          | 7                                          |
| 2008          | No clasificó                               | No clasificó                               | No clasificó                               | No clasificó                               | No clasificó                               | No clasificó                               | No clasificó                               |
| 2009          | No clasificó                               | No clasificó                               | No clasificó                               | No clasificó                               | No clasificó                               | No clasificó                               | No clasificó                               |
| 2010          | No clasificó                               | No clasificó                               | No clasificó                               | No clasificó                               | No clasificó                               | No clasificó                               | No clasificó                               |
| 2011          | No clasificó                               | No clasificó                               | No clasificó                               | No clasificó                               | No clasificó                               | No clasificó                               | No clasificó                               |
| 2012          | No clasificó                               | No clasificó                               | No clasificó                               | No clasificó                               | No clasificó                               | No clasificó                               | No clasificó                               |
| 2013          | Fase de grupos                             | 3                                          | 0                                          | 0                                          | 3                                          | 2                                          | 7                                          |
| 2014          | No clasificó                               | No clasificó                               | No clasificó                               | No clasificó                               | No clasificó                               | No clasificó                               | No clasificó                               |
| 2015          | No clasificó                               | No clasificó                               | No clasificó                               | No clasificó                               | No clasificó                               | No clasificó                               | No clasificó                               |
| 2016          | Fase de grupos                             | 3                                          | 0                                          | 1                                          | 2                                          | 3                                          | 6                                          |
| 2017          | Fase de grupos                             | 3                                          | 1                                          | 0                                          | 2                                          | 2                                          | 5                                          |
| 2018          | No clasificó                               | No clasificó                               | No clasificó                               | No clasificó                               | No clasificó                               | No clasificó                               | No clasificó                               |
| 2019          | No clasificó                               | No clasificó                               | No clasificó                               | No clasificó                               | No clasificó                               | No clasificó                               | No clasificó                               |
| 2020          | Cancelado debido a la pandemia de COVID-19 | Cancelado debido a la pandemia de COVID-19 | Cancelado debido a la pandemia de COVID-19 | Cancelado debido a la pandemia de COVID-19 | Cancelado debido a la pandemia de COVID-19 | Cancelado debido a la pandemia de COVID-19 | Cancelado debido a la pandemia de COVID-19 |
| 2021          | Cancelado debido a la pandemia de COVID-19 | Cancelado debido a la pandemia de COVID-19 | Cancelado debido a la pandemia de COVID-19 | Cancelado debido a la pandemia de COVID-19 | Cancelado debido a la pandemia de COVID-19 | Cancelado debido a la pandemia de COVID-19 | Cancelado debido a la pandemia de COVID-19 |
| 2022          | No clasificó                               | No clasificó                               | No clasificó                               | No clasificó                               | No clasificó                               | No clasificó                               | No clasificó                               |
| 2023          | No clasificó                               | No clasificó                               | No clasificó                               | No clasificó                               | No clasificó                               | No clasificó                               | No clasificó                               |
| 2024          | Por definirse                              | Por definirse                              | Por definirse                              | Por definirse                              | Por definirse                              | Por definirse                              | Por definirse                              |
| Total         | 12/29                                      | 33                                         | 7                                          | 8                                          | 18                                         | 35                                         | 65                                         |